# Église Saint-Georges d'Eisenach
Pour les articles homonymes, voir Église Saint-Georges.
L'église Saint-Georges est la principale église du centre-ville d'Eisenach, en Thuringe. Dédiée au culte protestant, elle est rattachée à l'Église protestante luthérienne en Thuringe.
Construite au XIIe siècle, l'église est remaniée à de nombreuses reprises. Elle est le cadre de plusieurs prêches de Martin Luther, ainsi que l'église du baptême de Jean-Sébastien Bach, qui y découvre également la musique d'orgue. Georg Philipp Telemann y est également organiste.

## Historique

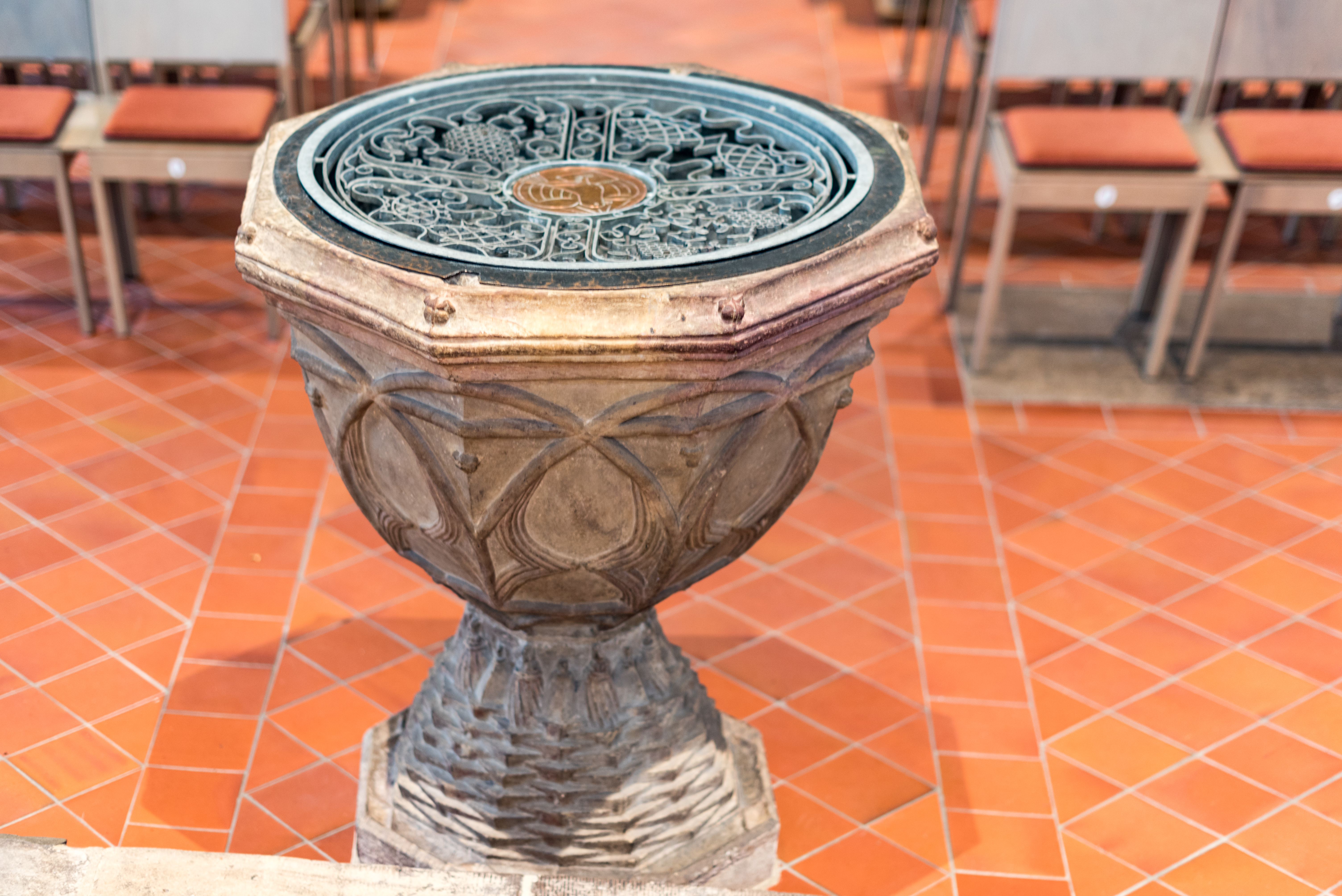
Fond baptismal de Jean-Sébastien Bach

L'église Saint-Georges est bâtie vers 1180 du côté méridional de la troisième place de marché de la ville. Elle est située à proximité du palais du landgrave et de l'hôtel de ville (de),.
En 1214 l'église, alors catholique, ce qui explique sa dédication à un saint catholique, accueille le mariage d'Élisabeth de Hongrie avec Louis IV de Thuringe.
Après une importante rénovation en 1515, l'église est tellement endommagée par les pillages et les destructions de la guerre des Paysans allemands en 1525 qu'elle ne put plus être utilisée comme lieu de culte pendant plusieurs décennies. En 1561, elle est consacrée comme l’une des premières églises de prédication protestante conçue selon le lutherianisme.
En mars 1685, Jean-Sébastien Bach y est baptisé.
Entre 2011 et 2014, une restauration complète de l'édifice est menée, moyennant un budget de plus de deux millions d'euros. Sont notamment restaurés les dalles funéraires, les peintures, les épitaphes, les vitraux, la charpente, ainsi que les dix-neuf cercueils d'apparat des ducs d'Eisenach.

## Galerie

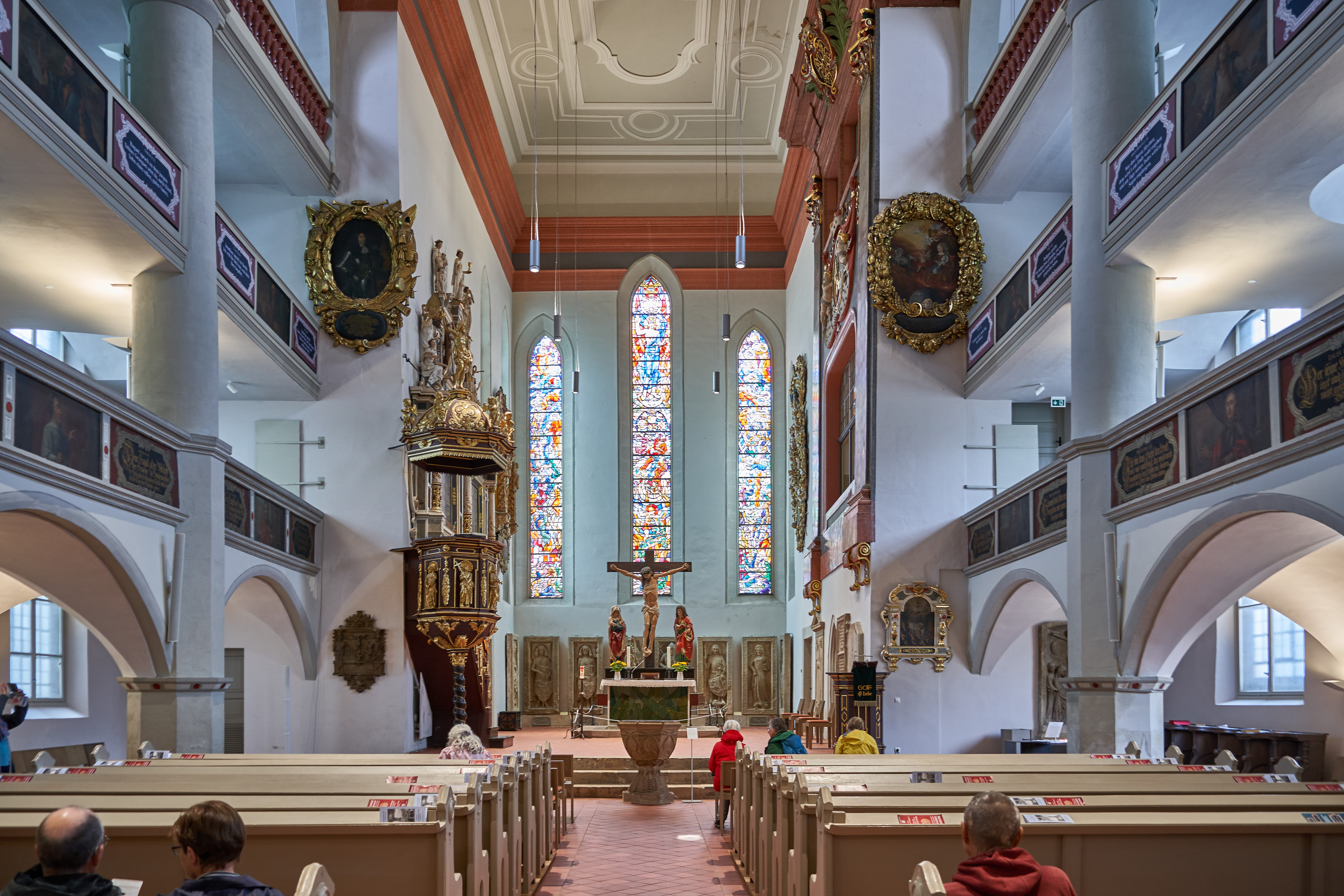
Nef de l'église
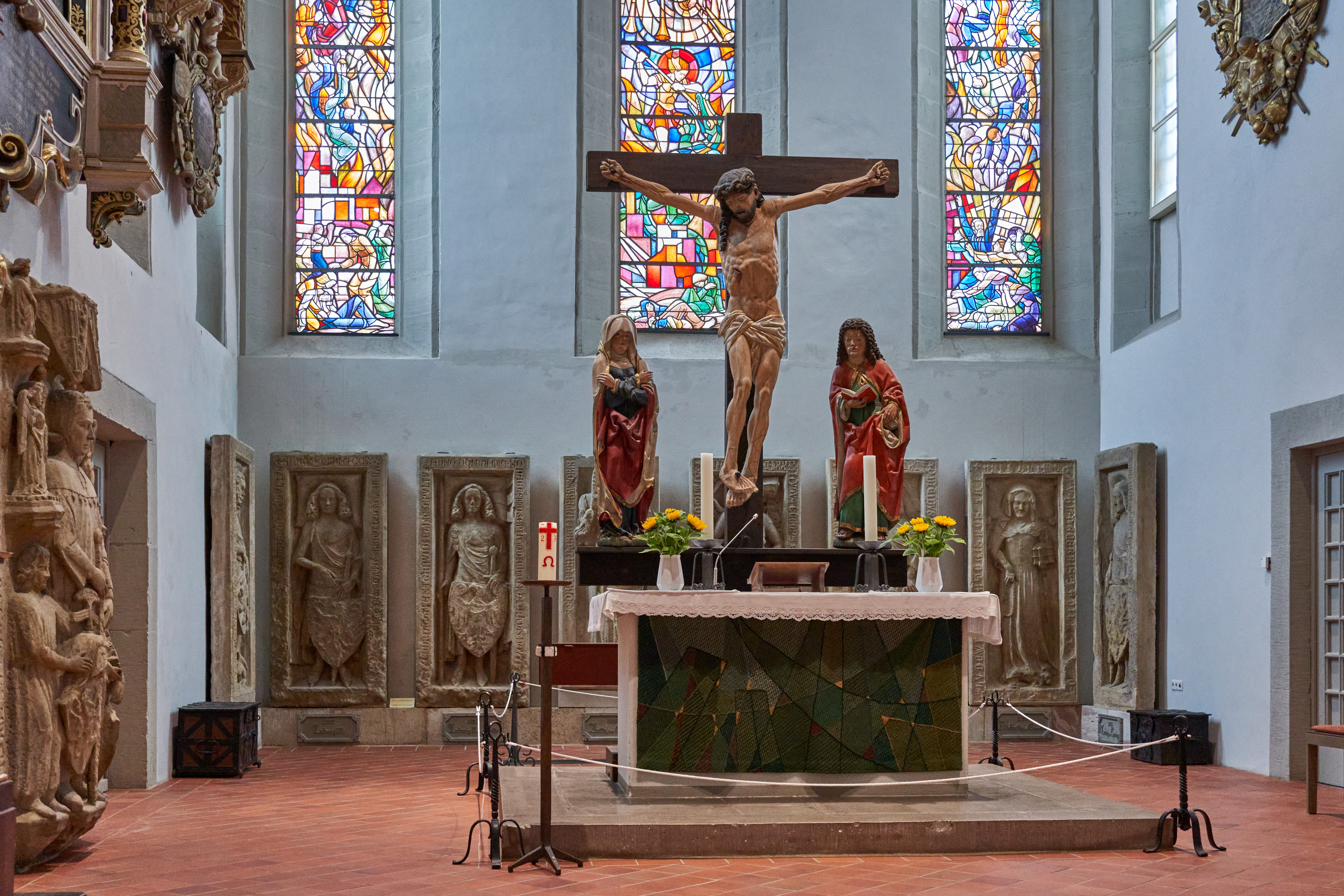
Choeur et stèles des landgraves

## L'orgue
L'histoire de l'orgue de la Georgenkirche d'Eisenach est étroitement liée à l'histoire de l'église elle-même et à la famille Bach.

### L'orgue à l'époque de Bach
À la fin du XVIIe siècle, un nouvel orgue important a été installé dans la Georgenkirche d'Eisenach. Cet instrument a été construit par Georg Christoph Stertzing (en), un maître facteur d'orgues d'Ohrdruf. La disposition de l'orgue a été conçue par Johann Christoph Bach I (1642-1703), cousin germain du père de Jean-Sébastien Bach et organiste de la ville d'Eisenach.

#### Caractéristiques de l'orgue Stertzing
L'orgue Stertzing était l'un des instruments les plus importants de Thuringe à l'époque. Il possédait une structure tonale impressionnante :
- 60 jeux répartis sur quatre claviers manuels et un pédalier
- Accordé au diapason de chœur (environ 465 Hz)
- Disposait d'un diapason de chambre spécial (environ 415 Hz) permettant de jouer de la musique d'ensemble avec des instruments à cordes et à vent baroques[5]

### L'orgue actuel

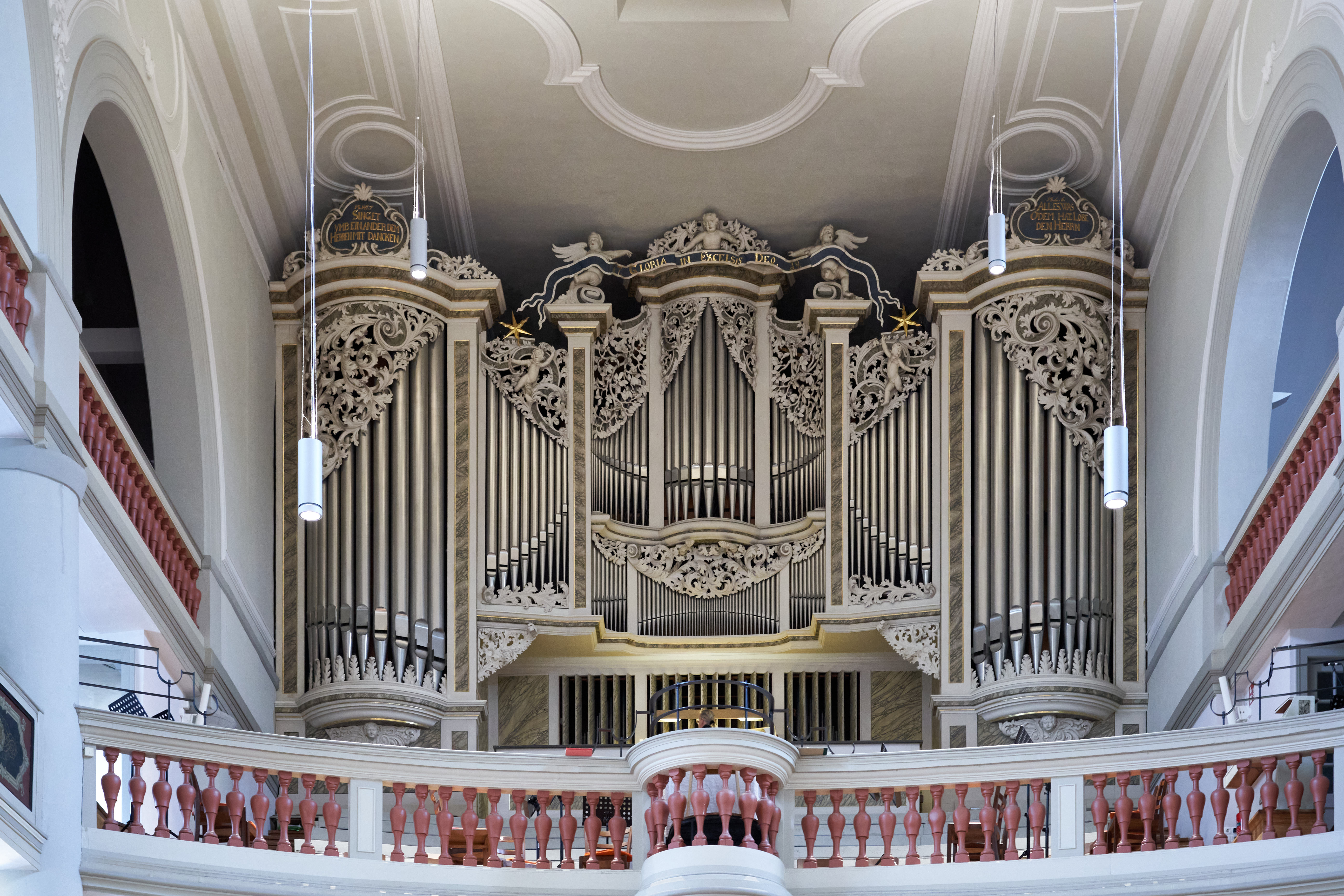
L'orgue actuel.

Malheureusement, l'orgue Stertzing original n'existe plus aujourd'hui. L'orgue actuel de la Georgenkirche, appelé "Bach-Orgel" en l'honneur du compositeur, a été construit en 1982 par le facteur d'orgue Alexander Schuke (en), de Potsdam.
| I. Principal   | I. Principal | II. Récit       | II. Récit | III. Seitenwerk    | III. Seitenwerk | Pédale             | Pédale |
| -------------- | ------------ | --------------- | --------- | ------------------ | --------------- | ------------------ | ------ |
| Bourdon        | 16'          | Flûte à bec     | 8'        | Quintaton          | 16'             | Soubasse           | 32'    |
| Principal      | 8'           | Spitzgedackt    | 8'        | Großoktav          | 8'              | Basse              | 16'    |
| Flûte à bec    | 8'           | Salicional      | 8'        | Gedackt (de)       | 8'              | Soubasse           | 16'    |
| Quintaton      | 8'           | Voix céleste    | 8'        | Principal          | 4'              | Soubasse           | 16'    |
| Octave         | 4'           | Principal       | 4'        | Flûte traversière  | 4'              | Octave             | 8'     |
| Flûte à fuseau | 4'           | Flûte à bec     | 4'        | Nasard en cheminée | 2/3'            | Cor de chamois     | 8'     |
| Quinte         | 2/3'         | Flûte douce     | 4'        | Octave             | 2'              | Baßaliquote        | III    |
| Superoctave    | 2'           | Quinte de cors  | 21/5'     | Cor de nuit        | 2'              | Octave             | 4'     |
| Sixte          | III          | Octave lointain | 2'        | Tierce             | 13/5'           | Rohrpommer         | 4'     |
| Grosse mixture | VI-VIII      | Tierce          | II        | Quinte             | 1/5'            | Flachflöte         | 2'     |
| Petite mixture | V            | Sifflet         | 1'        | Jauchzendpfeife    | II              | Hintersatz-mixture | IV     |
| Basson         | 16'          | Oberton         | II        | Scharffmixtur      | V               | Mixture            | IV     |
| Trompette      | 8'           | Mixture         | V-VI      | Terzcymbel         | III             | Trombone           | 16'    |
|                |              | Flûte douce     | 16'       | Cromorne           | 8'              | Trompette          | 8'     |
| Hautbois       | 8'           | Voix humaine    | 8'        | Clairon            | 4'              |                    |        |
| Chalumeau      | 4'           |                 |           | Flûte douce        | 4'              |                    |        |

## La famille Bach
Johann Christoph Bach I, cousin germain du père de Jean-Sébastien Bach, était l'organiste titulaire de la Georgenkirche. C'est lui qui a introduit le jeune Jean-Sébastien à la musique d'orgue et a eu une influence durable sur lui.
Plusieurs membres de la famille Bach se sont succédé au poste d'organiste : Johann Christoph, Johann Bernhard (un autre cousin) et Johann Ernst (le fils de Johann Bernhard). La famille Bach a occupé le poste d'organiste de la Georgenkirche pendant plus d'un siècle, témoignant de la tradition musicale familiale et de leur lien fort avec cette église.

### Sites externes
- Site officiel